# 泽布拉林
泽布拉林是一种含氮有机化合物，化学式C9H12N2O5，属于胞苷的過渡態類似物，能抑制DNA甲基化。它和丁酸酐反应，可以得到泽布拉林三丁酸酯。